# Министерство обороны Черногории
Министерство обороны Черногории — министерство в правительстве Черногории.

## История
В начале ноября 2004 года на заседании Верховного совета обороны Сербии и Черногории было принято решение о расформировании единой армии по национальному принципу и создании в Черногории собственной национальной армии.
После выхода страны из конфедеративного Государственного союза Сербии и Черногории и провозглашения независимости 3 июня 2006 года её вооружённые силы находятся в процессе реформирования.
Министерство обороны Черногории было создано с нуля, так как министерство обороны Югославии было унаследовано Сербией как правопреемницей. Первым после повторного обретения независимости начальником Генерального штаба вооружённых сил Черногории стал генерал-лейтенант Йован Лакчевич (черног. general-potpukovnik Jovan Lakčević).